# Nationaal Vaderlands Front
Het Nationaal Vaderlands Front (Pasjtoe: Jabha-yi milli-yi pader-watan) was een mantel- of koepelorganisatie in de Democratische Republiek Afghanistan die in 1980 werd opgericht door president Babrak Karmal - in navolging van soortgelijke organisaties in socialistische landen - met als het doel het "verenigen van progressieve krachten" en voor het "mobiliseren van het edele Afghaanse volk om actief (...) te participeren in de realisatie van het (DVPA) beleid." Bij de mantelorganisatie waren diverse massaorganisaties aangesloten zoals de Democratische Jeugdorganisatie en de Afghaanse Vrouwenraad. De poging van de president om middels het Nationaal Vaderlands Front het niet-communistische deel van bevolking te bereiken en hen achter het regime te doen scharen werd geen succes. Desondanks claimde het regime dat het Nationaal Vaderlands Front in 1984 55.000 leden telde.
De opvolger van Babrak Karmal, Mohammed Nadjiboellah, wijzigde de naam van de organisatie in 1987 in Nationaal Front van de Republiek Afghanistan. In dat jaar was het Nationaal Front verantwoordelijk voor de organisatie van een Loya jirga (stamoudstenvergadering). Bij de parlementsverkiezingen in 1988 verkreeg het Nationaal Front alle 184 van 234 zetels die voor de mantelorganisatie waren gereserveerd. (De overige 50 zetels waren bedoeld om na een vredesakkoord te worden ingenomen door de moedjahedien.) Nog voor het ineenstorten van het regime van Nadjiboellah in 1992 werd het Nationaal Front ontbonden.
Het voorzitterschap werd bekleed door achtereenvolgens Saleh Muhammad Zirai (1980-1985) en Abdul Rahim Hatif (1985-1992?). Plaatsvervangend voorzitters waren (in 1984): Bariq Shafihee, Sulieman Laeq, Sayed Afghani, Nejmuddin Kawyani, Sayed Ekram Paygir.

## Verwijzingen
1. ↑  L.W. Adamec: Historical Dictionary of Afghanistan, Scarecrow Press, Inc. Lanham, Md. & Londen 19972, p. 233
2. ↑  Th. T. Hammond: Red Flag over Afghanistan, Westview Press / Boulder, Colorado 1984, p. 151
3. 1 2 3  Ibidem
4. ↑  Adamec 1997:234
5. ↑  Ibidem.